# Fibrinoidní nekróza
Fibrinoidní nekróza je morfologický obraz (při světelné mikroskopii) skvrnitého depozitu (tvořeného nekrotickou tkání, imunokomplexy, komplementem a plazmatickými proteiny), který zastiňuje detail buněk ležících pod ním. Fibrinoidní nekróza patří mezi morfologické následky imunokomplexového poškození (Imunopatologická reakce III.typu) Mezi nimi převládá akutní nekrotizující vaskulitida s nekrózou cévní stěny a intenzivní infiltrace neutrofily.
Fibrinoidní nekróza je dobře rozpoznatelná od hyalinních depozit, která jsou více homogenní, a od kaseózní nekrózy typické pro TBC.

## Fibrinoidní materiál
Tzv. fibrinoid (fibrinu podobný dle H-E barvení, tzn.barvení hematoxylinem-eosinem) je obvykle tvořen (vizvýše) nekrotickou tkání, imunokomplexy, komplementem a plazmatickými proteiny včetně fibrinu. Nejčastěji je eozinofilní, ale při systémovém lupus erytematodes(SLE) mohou fibrinoidní depozita obsahovat významná množství jaderných partikulí včetně kyselé DNA. Proto je fibrinoid u SLE bazofilní.

## Terminologie
Fibrinoidní nekróza je tradičním a stále využívaným pojmem v diagnostice. Vznikl díky klasickému barvení hematoxilinem–eosinem ve světelné mikroskopii, ve kterém výše popsané depozitum připomíná fibrin. Význam termínu se různí podle daného kontextu, např. maligní hypertenze,a revmatoidní uzly.
Původní idea, podle které jsou autoimunitní onemocnění jako systémový lupus erytematodes a revmatoidní artritida založeny na společné lézi: fibrinoidní nekróze kolagenu, vyústila v pojmenování systémové kolagenózy (angl. collagen vascular disease). Systémové kolagenózy je termín, který již není považován za zcela správný. Odumírají (nekrotizují) totiž buňky, nikoli kolagen. Přítomnost fibrinu poukazuje na blízkost cév s chorobně zvýšenou propustností až desintegrací vlastní struktury.

## Depozice imunokomplexů ve stěně cévy či v tkáni, zánět, exsudace a následná nekróza + onemocnění s výskytem f. nekrózy
Protilátka s antigenem (auto- nebo exoantigenem) tvoří imunokomplexy. V závislosti na jejich množství, velikosti, struktuře a fyzikálně-chemických vlastnostech může dojít místo eliminace fagocytujícími buňkami k jejich ukládání do tkání. Imunokomplexy se pak vážou na Fc-receptory fagocytů nebo aktivují komplement, který spouští kaskádu poškozujících reakcí, v níž hlavní roli hrají přilákané neutrofily a pomocnou úlohu aktivované žírné buňky. Dochází k zánětu, který může při přetrvávání velkých nefagocytovatelných imunokomplexů v tkáních přecházet do chronického stavu." 
Při zánětlivé reakci se zvýší permeabilita kapilár, zvýšení propustnosti kapilár usnadní přestup bílkovin i vody skrze cévní stěnu.
Důvod zánětu a v konečném důsledku ischemie zásobeného okrsku tkáně, která podléhá nekróze, může být různý. Např. při infekci se zánět může podepsat na kompaktnosti endotelu, cytokiny zvýší permeabilitu kapilár a fibrin přestoupí stěnu cévy. Na stěně mohou ulpět a integrovat se do ní imunokomplexy a komponenty komplementu, poté se na stěně cévy mohou odehrát zánětlivé děje při imunokomplexových vaskulitidách-IKV. Příkladem je polyarteritis nodosa, temporální arteritida, Takayasuova nemoc, Henochova-Schönleinova purpura (postižení venul).
Při vaskulitidě malých cév jsou plaky často přítomny v lumen cév, ale termín fibrinoid se užívá až pro materiál, který je od lumen cévy vně (v tkáni cévou zásobené).
Fibrinoidní nekróza se vyskytuje při synovitidě a nodulech při revmatoidní artritidě, různých formách imunologicky podmíněných glomerulárních onemocnění a v neposlední řadě na již zmiňovaném SLE a imunokomplexových vaskulitidách.
Fibrinoidní nekróza je patrna ve stěnách arteriol při maligní hypertenzi (TK nad 200/130 Torr).

## Fibrinoidní nekróza vyvolaná experimentem (místní imunokomplexové postižení - Arthusův fenomén)
Arthusova reakce může být definována jako lokalizovaný úsek tkáňové nekrózy na podkladě akutní imunokomplexové vaskulitidy s obvyklým projevem na kůži. Tato reakce může být experimentálně vyvolána intrakutánní injekcí antigenu imunizovanému zvířeti, v jehož plazmě cirkulují proti injikovanému antigenu protilátky. Antigen se difuzí rozšíří do cévní stěny, kde se na něj naváží protilátky. V okolí místa podání antigenu vzniknou veliké imunokomplexy (antigen+protilátka), které precipitují ve stěně cév a spouští zánětlivou reakci. Na rozdíl od IgE zprostředkované imunopatologické reakce I.typu, kde se zánět objeví okamžitě, se Arthusova léze vyvíjí hodiny s vrcholem projevu mezi 4-10 hodinami po injekci, kdy místo vpichu viditelně otéká, je přítomna silná hemoragie následovaná ulcerací.
Imunofluorescenční barvení odhalí komplement, imunoglobuliny a fibrinogenová depozita ve stěně cév, obvykle venulách. Histologicky je v cévách přítomna fibrinoidní nekróza a zánět. V cévách se formují tromby jako důsledek lokálního ischemického postižení."